# Kolonia Jagiellońska
Kolonia Jagiellońska – część miasta Głuchołaz, w zachodniej części miasta. Obejmuje obszar w okolicy ul. Kolonia Jagiellońska, Kazimierza Jagiellończyka i Królowej Jadwigi.

## Turystyka
Przez Kolonię Jagiellońską prowadzą szlaki rowerowe:
- Trasa rowerowa PTTK nr R9: Głuchołazy – Kolonia Jagiellońska – Bodzanów – Rudawa – Nowy Świętów – Wilamowice Nyskie – Gierałcice – Biskupów – Łączki – granica województw opolskiego i dolnośląskiego
- Trasa rowerowa PTTK nr 60-c: Prudnik – Prudnik, Osiedle Tysiąclecia – Lipno – Prudnik-Las – Dębowiec – Pokrzywna – Jarnołtówek – Konradów – Głuchołazy – Kolonia Jagiellońska – Gierałcice – Biskupów – Burgrabice – Kijów – Gościce